# Marian Popa
Marian Popa (Konstanca, 1964. március 3. –) román válogatott labdarúgó.

## Mérkőzései a román válogatottban
| #  | Dátum                | Ellenfél | Eredmény | Kiírás              | Esemény |
| -- | -------------------- | -------- | -------- | ------------------- | ------- |
| 1. | 1990. április 25.    | Izrael   | 4 – 1    | barátságos mérkőzés | 81'     |
| 2. | 1993. szeptember 22. | Izrael   | 1 – 0    | barátságos mérkőzés | 61'     |

## Sikerei, díjai
- FC Farul Constanța:
  - Román labdarúgó-bajnokság (másodosztály) bajnok: 1987-88
- FC Steaua București:
  - Román labdarúgó-bajnokság bajnok: 1994-95
  - Román labdarúgó-bajnokság ezüstérmes: 1990-91, 1991-92
- Budapesti VSC:
  - Magyar kupa döntős: 1996-97